# John Baptist Lucius Noel
John Baptist Lucius Noel, né le 26 février 1890 et mort le 12 mars 1989, est un alpiniste et cinéaste britannique, surtout connu pour son film sur l'expédition britannique sur le mont Everest de 1924.

## Biographie
Son père, le colonel Edward Noel (1852-1917), est le fils cadet de Charles Noel, 2e comte de Gainsborough. Né à Newton Abbot, dans le Devon, Noel fait ses études en Suisse, où il tombe amoureux de la montagne, et à l'Académie royale militaire de Sandhurst. Son nom de naissance est Baptist Lucius, qu'il fait précéder du nom de John par un acte formaliste unilatéral en 1908.

### Carrière militaire
Cadet de Sandhurst, Noel est affecté au East Yorkshire Regiment en 1909 et posté en Inde. Son bataillon passait ses étés près de l'Himalaya et, en 1913, il voyage déguisé au Tibet — alors fermé aux Occidentaux — afin de s'approcher du mont Everest. Il parvient à moins de quarante milles de l'Everest, plus près que tout autre étranger avant lui.
Lorsque la Première Guerre mondiale éclate en 1914, Noel est en permission en Grande-Bretagne ; il est alors attaché au King's Own Yorkshire Light Infantry, tandis que son propre bataillon restait en Inde. Il est fait prisonnier le 26 août 1914 au Cateau, lors de la retraite de Mons, mais parvient à échapper aux Allemands. En 1916, il est détaché comme instructeur dans le Machine Gun Corps et, à partir de 1920, il sert comme instructeur de revolver à la Small Arms School de Hythe, dans le Kent. Il publie alors plusieurs brochures sur les revolvers et les pistolets automatiques. Il prend sa retraite de l'armée britannique en février 1922.

### Expéditions à l'Everest
En 1919, Noel est invité à prendre la parole lors d'une réunion conjointe de la Royal Geographical Society et du Club alpin à propos de ses voyages près de l'Everest. Sir Francis Younghusband, président de la RSG, profite de l'occasion pour appeler à l'ascension du mont Everest en 1921. Noel rejoint l'expédition à l'Everest de 1922 en tant que photographe et cinéaste officiel et produit un court métrage, Climbing Mount Everest (1922). Présenté dans les cinémas britanniques, il a connu un succès raisonnable.
En 1924, Noel crée une société privée qui propose de financer 8 000 livres sterling sur le budget total estimé de 9 000 livres de l'expédition de l'Everest cette année-là en échange de l'autorisation de réaliser un deuxième film et à conserver tous les droits sur celui-ci ainsi que sur les autres photographies,. Noel planifie le tournage de manière à pouvoir produire une épopée d'alpinisme si la tentative de sommet réussissait ou un récit de voyage au Tibet si elle échouait. Noel atteint le col Nord et utilise une caméra spécialement adaptée pour filmer l'ascension du sommet. Le 7 juin 1924, George Mallory transmet à Noel une note par laquelle il annonce son intention d'attaquer le sommet avec Andrew Irvine le lendemain matin, afin que Noel se tienne prêt à filmer. Noel ne parvient pas à les apercevoir avant la dégradation météorologique et les deux alpinistes disparaissent, avant la découverte du corps de Mallory sur la face Nord en 1999. La disparition de Mallory et Irvine est au cœur du film que Noel tire de l'expédition L'Épopée de l'Everest.
Pour promouvoir le film, Noel fait venir à Londres un groupe de moines tibétains qui réalisent des danses traditionnelles avant les projections. Les représentations de ces « lamas dansants » ont offensé les sensibilités religieuses tibétaines et ont provoqué une rupture des relations diplomatiques entre la Grande-Bretagne et le Tibet, connue sous le nom d'« Affaire des lamas dansants » et qui a duré près de dix ans. Noel donne de nombreuses conférences en Amérique du Nord et publie un livre sur ses voyages, Through Tibet to Everest (1927).
Après la première ascension de l'Everest en 1953, Noel donna à nouveau des conférences sur la montagne et ses images et photographies apparurent largement dans de nombreux films et programmes télévisés.
Dans ses dernières années, Noel consacre ses dernières années à la restauration de vieilles maisons. Il meurt le 12 mars 1989 à l'âge de 99 ans.

## Publications de JB Noel
- How to Shoot with a Revolver, London: Forster Groom, 1918. [Riling 1865][5]
- The Automatic Pistol, London: Forster Groom, 1919. [Riling 1881][5]
- Through Tibet To Everest, London: Edward Arnold, 1927.

## Sources
- (en) Wade Davis, Into the Silence: The Great War, Mallory and the Conquest of Everest, Vintage, 2012 (ISBN 978-0-09-956383-9, lire en ligne)
- Peter H. Hansen, 'Noel, John Baptist Lucius (1890–1989)’, Oxford Dictionary of National Biography, Oxford University Press, 2004
- Noel, Sandra, Everest pioneer: the photographs of Captain John Noel (2003)
- Peter H. Hansen, "The Dancing Lamas of Everest: Cinema, Orientalism, and Anglo-Tibetan Relations in the 1920s," American Historical Review 101:3 (June 1996), pp. 712–747.
- (en) Walt Unsworth, Everest: The Mountaineering History, Mountaineers, 2000 (1re éd. 1981) (ISBN 978-0-89886-670-4, lire en ligne)